# Homocitrato sintasa
La homocitrato sintasa (EC 2.3.3.14) es una enzima que cataliza la siguiente reacción química:
acetil-CoA+ H2O + 2-oxoglutarato {\displaystyle \rightleftharpoons } (R)-2-hidroxibutano-1,2,4-tricarboxilato + CoA
Por lo tanto sus sustratos son acetil-CoA, agua y 2-oxoglutarato, mientras que sus productos son (R)-2-hidroxibutano-1,2,4-tricarboxilato y CoA.

## Clasificación
La enzima es una transferasa, concretamente una aciltransferasa, pues convierte los grupos acilos en alquilos, durante la transferencia.

## Nomenclatura
El nombre sistemático de este grupo de enzimas es acetil-CoA:2-oxoglutarato C-acetiltransferasa (hidrósilis de tioéster, formación de carboximetilo). Otros sinónimos son:2-hidroxibutano-1,2,4-tricarboxilato 2-oxoglutarato-liasa, acetil-coenzima A:2-cetoglutarato C-acetil transferasa, y homocitrato sintetasa.

## Papel biológico
Esta enzima participa en la biosíntesis de lisina y metabolismo del piruvato. 